# مالكوم مكغوان
مالكوم مكغوان (بالإنجليزية: Malcolm McGowan)‏ هو مجدف بريطاني، ولد في 24 أكتوبر 1955 في لندن في المملكة المتحدة.

## وصلات خارجية
- مالكوم مكغوان على موقع الاتحاد الدولي للتجديف (الإنجليزية)
- مالكوم مكغوان على موقع اللجنة الأولمبية الدولية (الإنجليزية)
- مالكوم مكغوان على موقع أوليمبيديا (الإنجليزية)
- مالكوم مكغوان على موقع اللجنة الأولمبية البريطانية (الإنجليزية)